# Usuki
Usuki (japanska: 臼杵市?, Usuki-shi) är en stad i Ōita prefektur i Japan. Staden fick stadsrättigheter 1950.